# Metalimnobia (Metalimnobia) triocellata
Metalimnobia (Metalimnobia) triocellata is een tweevleugelige uit de familie steltmuggen (Limoniidae). De soort komt voor in het Nearctisch gebied.